# Мичъл (окръг, Айова)
Вижте пояснителната страница за други значения на Мичъл.
Окръг Мичъл (на английски: Mitchell County) е окръг в щата Айова, Съединени американски щати. Площта му е 1215 km², а населението - 10 874 души (2000). Административен център е град Оусейдж. Наречен е на ирландския журналист, адвокат и националист Джон Мичъл.